# Helling van Geluveld
De Helling van Geluveld is een heuvel bij Geluveld nabij Ieper in de Belgische provincie West-Vlaanderen. De top is gesitueerd in Geluveld, de aanloop vanuit de richting Zandvoorde. De helling maakt deel uit van de Midden-West-Vlaamse Heuvelrug.

## Wielrennen
De helling is meermaals opgenomen in Gent-Wevelgem, onder andere in 1993-1995, 1998 en 1999.
In 1998 en 1999 wordt de kuststreek bij Oostduinkerke in Gent-Wevelgem al verlaten zodat een extra lus door het Heuvelland mogelijk wordt. De Kemmelberg wordt in deze edities eenmaal beklommen, als scherprechters na de Kemmelberg worden de Kraaiberg, de Helling van Mesen en de Helling van Geluveld opgenomen. Deze helling wordt ook jaarlijks opgenomen op het traject van Geluveld koerse voor de juniorenwedstrijd.